# Perevolockij
Perevolockij (in russo Первомайский?) è un villaggio della Russia europea sudorientale, situato nell'oblast' di Orenburg; è il centro amministrativo del rajon Perevolockij.
Si trova sulla riva sinistra del fiume Samara, circa 60 km (in linea d'aria) a ovest-nord-ovest di Orenburg.